# 奥尔加·菲科托娃
奥尔加·菲科托娃（捷克語：Olga Fikotová，1932年11月13日—2024年4月12日），捷克斯洛伐克、美国女子田径运动员。她曾代表捷克斯洛伐克、美国参加1956年、1960年、1964年、1968年和1972年夏季奥林匹克运动会田径比赛，获得一枚金牌。